# Flundre landskommun
Flundre landskommun var en tidigare kommun i dåvarande Älvsborgs län. 

## Administrativ historik
Kommunen bildades vid storkommunreformen 1952 genom sammanläggning av kommunerna Rommele, Fors, Upphärad och Åsbräcka. Den fick sitt namn av att den utgjorde större delen av Flundre härad. 
År 1971 upphörde den på så sätt att Åsbräcka församling införlivades med Lilla Edets kommun, övriga församlingar med Trollhättans kommun.
Kommunkoden var 1517.

### Kyrklig tillhörighet
I kyrkligt hänseende tillhörde kommunen församlingarna Fors, Rommele, Upphärad och Åsbräcka.

## Geografi
Flundre landskommun omfattade den 1 januari 1952 en areal av 127,06 km², varav 120,64 km² land.

### Tätorter i kommunen 1960
| Tätort   | Folkmängd |
| -------- | --------- |
| Sjuntorp | 1 713     |
| Upphärad | 411       |

Tätortsgraden i kommunen var den 1 november 1960 55,1 procent.

## Politik

### Mandatfördelning i valen 1950-1966
|  | 19 | 11 | 3 |  |

| 31 |

| 2 | 19 | 9 | 3 | 2 |

| 30 | 5 |

|  | 19 | 10 | 3 | 2 |

| 31 |

| 2 | 19 | 9 | 3 | 2 |

| 33 |

| 3 | 16 | 11 | 3 | 2 |

| 31 |